# Ophiomusium stellatum
Ophiomusium stellatum är en ormstjärneart som beskrevs av Addison Emery Verrill 1899. Ophiomusium stellatum ingår i släktet Ophiomusium och familjen Ophiolepididae. Inga underarter finns listade i Catalogue of Life.